# Гомологічна рекомбінація

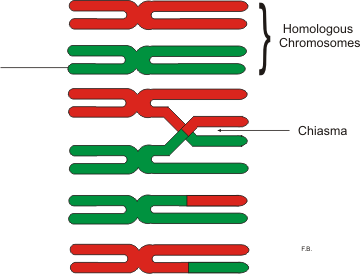
Схематичне зображення кросинговеру між двома гомологічними хромосомами з утворенням хіазми, або структури Холідея.

Гомологі́чна рекомбіна́ція — поширений тип генетичної рекомбінації, процес фізичної перестановки фрагментів між двома ланцюжками ДНК. Гомологічна рекомбінація залучає гібридизацію гомологічних послідовностей, кросинговер між цими ланцюжками ДНК, розрив і репарацію ДНК. Вона відбувається в природі під час статевого розмноження всіх організмів, що розмножуються статевим шляхом. Крім того, гомологічна рекомбінація використовується в молекулярній біології для навмисного внесення змін в організм.